# Трольо, Педро
Пе́дро Анто́нио Тро́льо (исп. Pedro Antonio Troglio; род. 28 июля 1965[…], Буэнос-Айрес) — аргентинский футболист и футбольный тренер. Выступал на позиции полузащитника.

## Биография
Педро Трольо начал свою карьеру в клубе «Ривер Плейт». За пять лет в этой команде он провёл 59 матчей и забил три гола. С 1988 по 1994 год Трольо выступал в Италии за «Эллас Верону», «Лацио» и «Асколи».
В 1994 году Педро перешёл в японский клуб «Ависпа Фукуока», за который в течение двух лет сыграл 56 матчей, забив 20 голов. С 1997 по 2002 год играл в «Химнасии и Эсгриме» из Ла-Платы и в «Вилья-Дальмине», после чего завершил карьеру.
В национальной сборной Аргентины Педро Трольо дебютировал в 1987 году. Через два года стал бронзовым призёром Кубка Америки. Через год завоевал серебряную медаль на чемпионате мира. На турнире сыграл шесть из семи матчей своей команды, в том числе и финальный, в котором аргентинцы уступили ФРГ. Всего провёл 21 игру и забил два гола, причём оба в ворота сборной СССР — в 1987 и 1990 годах.
По окончании карьеры футболиста Трольо стал тренером. В 2009 году с «Серро Портеньо» завоевал титул чемпиона Парагвая. Также возглавлял такие команды, как «Химнасия и Эсгрима» (Ла-Плата), «Индепендьенте», «Архентинос Хуниорс» и «Университарио».

## Достижения

### Клубные
Ривер Плейт
- Чемпион Аргентины (1): 1985/86
- Обладатель Кубка Либертадорес (1): 1986
- Обладатель Межконтинентального кубка (1): 1986
- Обладатель Межамериканского кубка (1): 1986

 Аргентина
- Финалист Чемпионата мира (1): 1990

### Тренерские
Серро Портеньо
- Чемпион Парагвая (1): Апертура 2009